# San Justo (manzana)
San Justo es el nombre de una variedad cultivar de manzano (Malus domestica). Esta manzana está cultivada en diversos viveros entre ellos algunos dedicados a conservación de árboles frutales en peligro de desaparición. Esta manzana es originaria del Principado de Asturias en Santolaya de Valdornón, y La Collada, donde tuvo su mejor época de cultivo comercial en la década de 1960, y actualmente en menor medida aún se encuentra.

## Sinónimos
- "Manzana San Justo",[5][7][8]
- "San Xustu", en asturleonés.

## Historia
Asturias presenta unas condiciones de clima y de suelos excelentes para el cultivo del manzano. De hecho, hasta mediados del siglo XX Asturias era la mayor productora de manzana de toda la península ibérica. Sin embargo, esa situación cambió como consecuencia de la aparición de nuevas zonas de cultivo en el nordeste peninsular y, sobre todo, a que en Asturias no se concretaron canales de comercialización adecuados.
'San Justo' es una variedad de manzana cultivada en el Principado de Asturias, en Santolaya de Valdornón, y La Collada. El cultivo del manzano en Asturias en superficies importantes se remonta a principios del siglo XX. Las plantaciones originales se realizaron con variedades indígenas ('Amandi', 'Carapanón', 'Chata Blanca', 'Reineta Caravia', 'Reineta Encarnada de Asturias' y otras), posteriormente se dio paso a otras variedades extranjeras como la 'Reineta de Canadá' que es la más cultivada actualmente en 2020.
'San Justo' está considerada incluida en las variedades locales autóctonas muy antiguas, cuyo cultivo se centraba en comarcas muy definidas. Se caracterizaban por su buena adaptación a sus ecosistemas y podrían tener interés genético en virtud de su adaptación. Se encontraban diseminadas por todas las regiones fruteras españolas, aunque eran especialmente frecuentes en la España húmeda. Estas se podían clasificar en dos subgrupos: de mesa y de sidra (aunque algunas tenían aptitud mixta).
'San Justo' es una variedad mixta, clasificada como de mesa, se utiliza en cocina, y también se utiliza en la elaboración de sidra; difundido su cultivo en el pasado por los viveros comerciales y cuyo cultivo en la actualidad se ha reducido a huertos familiares y jardines privados.
'San Justo' era una manzana muy apreciada en las antiguas caserías, con mucho peso, y mucho jugo para la elaboración de sidra e incluso se usaba para guardar como manzana de mesa. Esta manzana también se embarcaba destinada para el comercio exterior …  “iba pa los barcos” aseguran vecinos de Santolaya de Valdornón.

## Características
El manzano de la variedad 'San Justo' tiene un vigor Medio; florece a inicios de mayo; tubo del cáliz estrecho y corto, y con los estambres situados en su mitad.
La variedad de manzana 'San Justo' tiene un fruto de tamaño medianamente grande; forma tronco-cónica, y con contorno esférico-globoso; piel semi brillante; con color de fondo amarillo o verdoso, siendo el color del sobre color rojo ciclamen vivo, importancia del sobre color alto, siendo su reparto en chapa / rayas, con chapa rojo intenso y pinceladas medias, acusa punteado rojo y ruginoso, y una sensibilidad al "russeting" (pardeamiento áspero superficial que presentan algunas variedades) débil; pedúnculo corto o medio y semi grueso, leñoso, rojizo, anchura de la cavidad peduncular es mediana, profundidad de la cavidad pedúncular de profundidad profunda, con iniciada ruginosidad verde grisácea, bordes suavemente irregulares, e importancia del "russeting" en cavidad peduncular media; anchura de la cavidad calicina mediana y estrecha, profundidad de la cav. calicina poco profunda, de cubeta ligeramente marcada, y de bordes levemente ondulados y a veces inapreciable, y de la importancia del "russeting" en cavidad calicina débil; ojo, entreabierto o cerrado; sépalos partidos o triangulares con las puntas vueltas hacia fuera.
Carne de color crema con tinte amarillo; textura crujiente, semi jugosa; sabor característico de la variedad, acidulado y dulzón, al mismo tiempo
tenuemente perfumado; corazón bulbiforme. Eje abierto. Celdas arriñonadas, grandes y alargadas, cartilaginosas y rayadas de blanco. Semillas alargadas e irregulares.
La manzana 'San Justo' tiene una época de maduración y recolección tardía en el otoño-invierno, se recolecta desde mediados de octubre hasta mediados de noviembre, madura durante el invierno aguanta varios meses más. Tiene uso mixto pues se usa como manzana de mesa fresca, y también como manzana para elaboración de sidra (incluida en las últimas ampliaciones de Variedad DOP ácida).